# Uličské Krivé
Uličské Krivé (maďarsky Görbeszeg, rusínsky Уліцьке Криве) je obec na Slovensku v okrese Snina v Prešovském kraji na úpatí Bukovských vrchů. Leží v ochranném pásmu Národního parku Poloniny. Žije zde 245 obyvatel.
První písemná zmínka o obci je z roku 1478. V obci stojí dřevěný řeckokatolický chrám svatého Michaela archanděla z roku 1718. Vstupní vrata jsou v barokním stylu s původními závěsy. Ikonostas pochází z 18. století. Ikona Krista-Pantokratora nad carskými vraty je ze 16. století.